# Гриффит, Фрэнсис Лливелин
Фрэнсис Лливелин Гриффит (Francis (Frank) Llewellyn Griffith; 27 мая 1862 г., Брайтон, Великобритания — 14 марта 1934 г., Оксфорд) — британский египтолог, один из ведущих своего времени; филолог.
Член Британской академии, профессор Оксфорда, с 1924 по 1932 год первый Professor of Egyptology (Oxford).
Основатель Института Гриффита, названного в его честь.
Членкор Берлинско-Бранденбургской академии наук (18.01.1900).
Родился в многодетной семье.
Окончил оксфордский Куинз-колледж.
Впоследствии вернулся в Оксфорд.
Был женат на Кейт Гриффит (ум. 1902), а после её смерти — на Норе Гриффит.
На средства, завещанные им университету, основан Институт Гриффита, названный в его честь.